# 王杏元
王杏元（1934年—2019年8月11日），原名实力，男，广东饶平人，中国作家，广东省文学院一级作家，曾任中国作家协会广东分会副会长。